# Svenska Serenadensemblen
Svenska Serenadensemblen bildades 1995 av en grupp blåsmusiker från landets främsta symfoni- och operaorkestrar. Debuten ägde rum i Laholms Teater, där ensemblen också spelade in sin första skiva med musik av Mozart och Dvořák.